# Indicateur archipélagique
Indicator archipelagicus
Espèce
Statut de conservation UICN

 NT  : Quasi menacé
L'Indicateur archipélagique (Indicator archipelagicus) est une espèce d'oiseau de la famille des Indicatoridae.

## Description
Cet oiseau est endémique d'Insulinde.